# Benestar emocional
El benestar emocional en l'atenció centrada en la persona consisteix a aconseguir l'equilibri emocional de l'usuari dins de la institució residencial mitjançant el suport social.
Segons el model de qualitat de vida de Schalock i Verdugo, 2002, el benestar emocional es basa en tres pilars:
1. Satisfacció: estar satisfet, feliç i content.
2. Autoconcepte: estar a gust amb el seu cos, amb la seva manera de ser, sentir-se valuós.
3. Absència d'estrès: disposar d'un ambient segur, estable i predictible, no sentir-se nerviós, saber el que s'ha de fer i pot.
El model també fa referència a la importància en el control de les tasques quotidianes pel benestar emocional i l'autoestima. La percepció de control sobre el medi que envolta a una persona.